# Дзеля-Алач
Дзеля-Алач, Малый Алач — река в России, протекает по Гайнскому району Пермского края. Устье реки находится в 107 км по левому берегу реки Лупья. Длина реки составляет 13 км. Слово «Дзеля» (дзоля) в переводе с языка коми означает «малый».
Исток реки на Северных Увалах в лесах в 47 км к севео-западу от посёлка Гайны. Река течёт на северо-запад, всё течение проходит по ненаселённому лесному массиву. Впадает в Лупью чуть ниже реки Ыджыд-Алач (Большой Алач).

## Данные водного реестра
По данным государственного водного реестра России относится к Камскому бассейновому округу, водохозяйственный участок реки — Кама от истока до водомерного поста у села Бондюг, речной подбассейн реки — бассейны притоков Камы до впадения Белой. Речной бассейн реки — Кама.
Код объекта в государственном водном реестре — 10010100112111100002041.